# Геррі Гофштеттер
Гергард Даніель «Геррі» Гофштеттер (нім. Gerry Hofstetter; нар. 8 березня 1962) — швейцарський художник світлового мистецтва. Живе і працює в Швейцарії. Сфера його діяльності — всесвітня.

## Життєпис
Кар'єра Гофштеттера почалася в 1982 році в приватному банку, де він працював, поки не став головою інвестиційного банківського відділу. Подорожував світом, відвідуючи міжнародних клієнтів.
Гофштеттер працює художником світла в Швейцарії з 1999 року та в усьому світі з 2003 року. З 2009 року також працює кінопродюсером у власній компанії. З 2016 року він володіє бізнесом у Голлівуді, який займається виробництвом фільмів. Геррі Гофштеттер — навчений пілот вертольота. У швейцарській армії він був капітаном, снайпером і спеціалістом з вибухівки в гірських гренадерах.
Одружений, має двох дочок і живе в Зуміконі. Донька, Селін Гофштеттер (нар. 1993) також художниця.

## Роботи
- Світловий арт тур «Вшанування пам'яті. Світло для надії» (2023, підсвічено кілька будівель: 22 лютого — в Львові[4]; 23 лютого — Національну оперу України, головний поштамт «Укрпошти», лікарню «Охматдит»[5]; 26 лютого — Успенський собор Києво-Печерської лаври, Верховну Раду України[6])
- Світловий арт тур «Різдвяне світло для надії» (2022, підсвічено абстракціями на різдвяну тематику, українськими національними зображеннями і державною символікою низку історичних будівель в Києві: 23 грудня — Андріївську церкву, Національний музей історії України, дзвіниці Михайлівського Золотоверхого монастиря і Софійського собору, будівлю Дипломатичної академії України; 24 грудня — частина туру скасована через трагедію в Херсоні; 25 грудня — монумент «Батьківщина-мати», Центральний залізничний вокзал, церкву Святого Миколая, Міністерство культури та інформаційної політики України та Міністерство закордонних справ України)[7]
- Тигр на Айгері (2022, зображення лежачого тигра проєктуєтувалося на скельну поверхню гори Айгер, Швейцарія)[8]
- Прогнози на знак солідарності та надії під час пандемії COVID-19  (2020, гора Матергорн, Церматт, Швейцарія[9])
- 500-річчя Цюрихської реформації (2017, Швейцарія)
- Гран прі годинникового мистецтва (2005—2015, м. Женева, Швейцарія)
- Заходи для різних посольств Швейцарії (від 2003)
- 50 років Європейському космічному агентству (2014, м. Куру, Франція)
- 150 років Швейцарському альпійському клубу (2013, Швейцарія)
- 100-річчя загибелі «Титаніка» (2012, айсберг в Арктиці; показ зроблено на місці, де затонув пароплав)[10]
- Всесвітній день біженців ООН — УВКБ ООН (2007—2012, 2017; Швейцарія)
- 100 років відкриття Південного полюсу (2011, м. Осло, Норвегія)
- 75 років Музею Фрама в Осло (2011, Норвегія)
- 150-річчя від дня народження Фрітьофа Нансена (2011, м. Осло, Норвегія)
- Церемонія 150-річчя Італійської Республіки (2011, м. Рим, Італія)
- Премія Нансена ООН — УВКБ ООН (2010, м. Женева, Швейцарія)
- Державний прийом Норвегія-Швейцарія (2010, м. Осло, Норвегія)
- 125 років Coca-Cola (2010, м. Цюрих та Атланта, США)
- 60 років дипломатичної дружби між Китаєм та Швейцарією (2010, м. Шанхай)
- 100 років Національному кафедральному собору (2008, м. Вашингтон, США)
- Посол міста Цюрих на Чемпіонат Європи з футболу 2008
- Захід любителів мистецтва музею Кунстгаус Цюриха в Кунстгаусі (2008)
- 1-й Близькосхідний кінофестиваль (2007, м. Абу-Дабі, ОАЕ)
- Венеція — місто карнавалу та реденторе (2006—2008, Італія)

## Нагороди
- різні європейські нагороди 2015 року за кращий захід, кращий PR імідж, кращий комунікаційний проєкт «Уважність» для Швейцарії;
- номінований на премію «SwissAwards» 12 січня 2013 року як «Швейцарець року 2012» та в категорії «Шоу» як «Швейцарець року»;
- різноманітні номінації, такі як «PR-картинка року» для компанії «Bayer» 2012;
- переможець «Swiss Marketing Award 2011» (категорія «Аудиторія», з проєктом «Захист клімату включено» для компанії EgoKiefer).